# Lazzara Ledge
Lazzara Ledge är en bergstopp i Antarktis. Den ligger i Östantarktis. Nya Zeeland gör anspråk på området. Toppen på Lazzara Ledge är 1 900 meter över havet.
Terrängen runt Lazzara Ledge är bergig österut, men västerut är den kuperad. Trakten är obefolkad. Det finns inga samhällen i närheten. 